# Głębokie (Petite-Pologne)
Pour les articles homonymes, voir Głębokie.
Głębokie est une localité polonaise de la gmina de Piwniczna-Zdrój, située dans le powiat de Nowy Sącz en voïvodie de Petite-Pologne.